# 8620 Lowkevrudolph
8620 Lowkevrudolph è un asteroide della fascia principale. Scoperto nel 1981, presenta un'orbita caratterizzata da un semiasse maggiore pari a 3,1664679 au e da un'eccentricità di 0,1248107, inclinata di 6,76022° rispetto all'eclittica.